# Liste der deutschen Botschafter in Fidschi
Die Liste der deutschen Botschafter in Fidschi enthält die Botschafter der Bundesrepublik Deutschland in Fidschi. Sitz der im Jahr 2023 neu eröffneten Botschaft ist Suva. Bis 2023 waren die Botschafter in Neuseeland in Fidschi nebenakkreditiert.
| Name              | Amtszeit  |
| ----------------- | --------- |
| Andreas Prothmann | seit 2023 |

## Weblink
- Website der deutschen Botschaft Suva